# احمد طوسی
احمد طوسی (زاده ۲۷ مارس ۱۹۴۷ – درگذشته ۴ نوامبر ۲۰۲۳) بازیکن فوتبال و مربی اهل ایران بود. دوران تحصیلش را در آبادان گذارند و موفق شد از دبیرستان کمال الملک آبادان دپیلمش را اخذ نمائید.
احمد طوسی در ۴ نوامبر ۲۰۲۳ در کشور آمریکا از دنیا رفت. 